# Seat Tribu
Der Tribu (span. tribu, „Volksstamm“) war ein dreitüriges Konzeptfahrzeug von Seat, das auf der IAA 2007 präsentiert wurde.

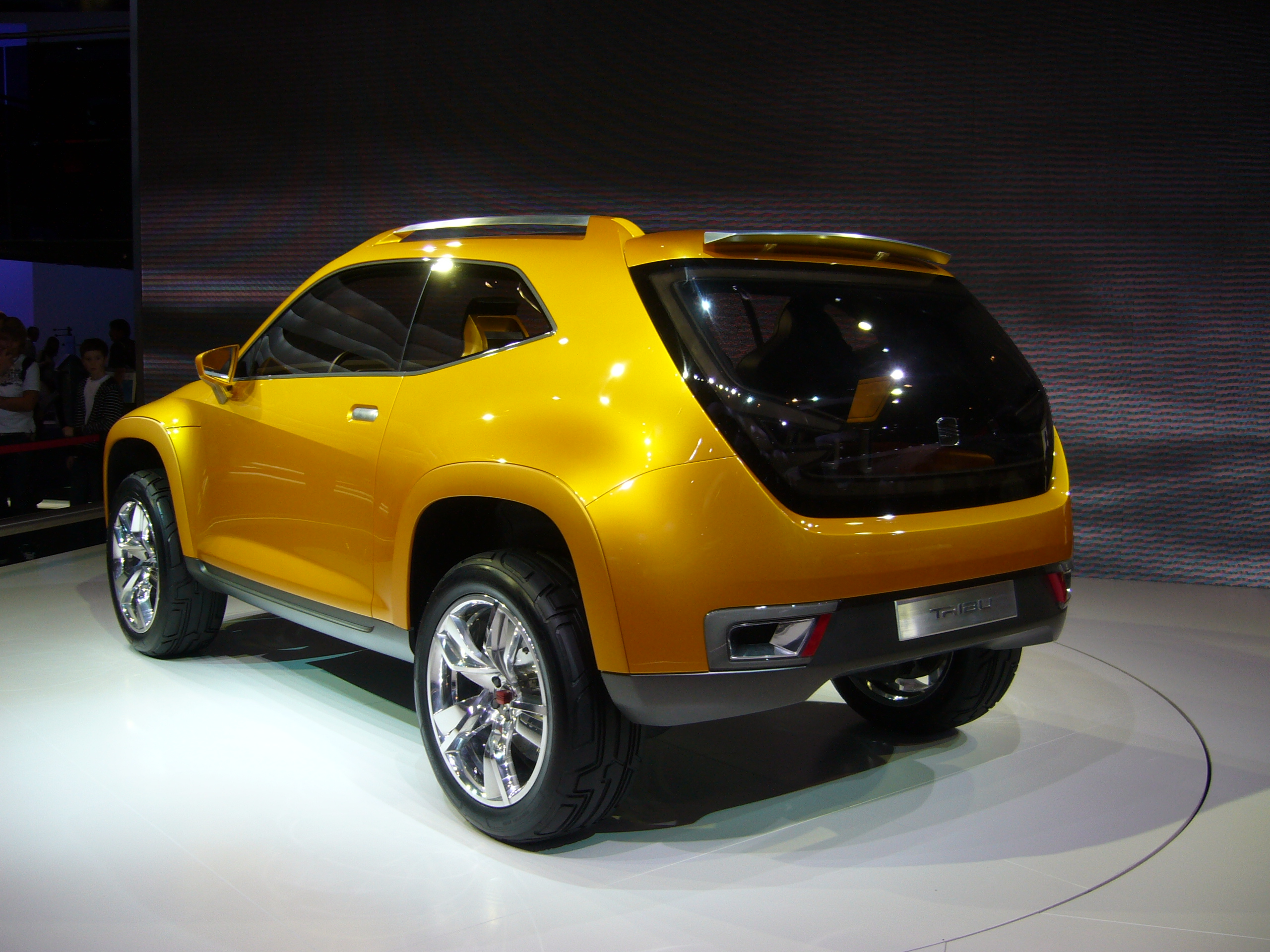
Seat Tribu auf der IAA 2007

Das viersitzige SUV war der erste Seat, der unter Luc Donckerwolke entworfen wurde, und sollte Designmerkmale künftiger Modelle vorwegnehmen. Kantige Linien und die gelbe Lackierung des Tribu erinnerten an die Fahrzeuge von Lamborghini, wo Donckerwolke zuvor Designchef gewesen war.
Zu den weiteren Besonderheiten zählten in die Gepäckraumklappe integrierte Heckleuchten, die unter Glas lagen und erst beim Aufleuchten sichtbar wurden, sowie die Frontscheibe, die nahtlos in ein bis zu den Rücksitzen reichendes Glasdach überging.
Genaue Daten zur Motorisierung wurden nicht veröffentlicht.
Trotz einer anderslautenden Ankündigung kam es nicht zur Serienfertigung des Tribu. Erst 2016 stellte Seat mit dem Ateca sein erstes SUV vor.